# Centro Arte Complutense

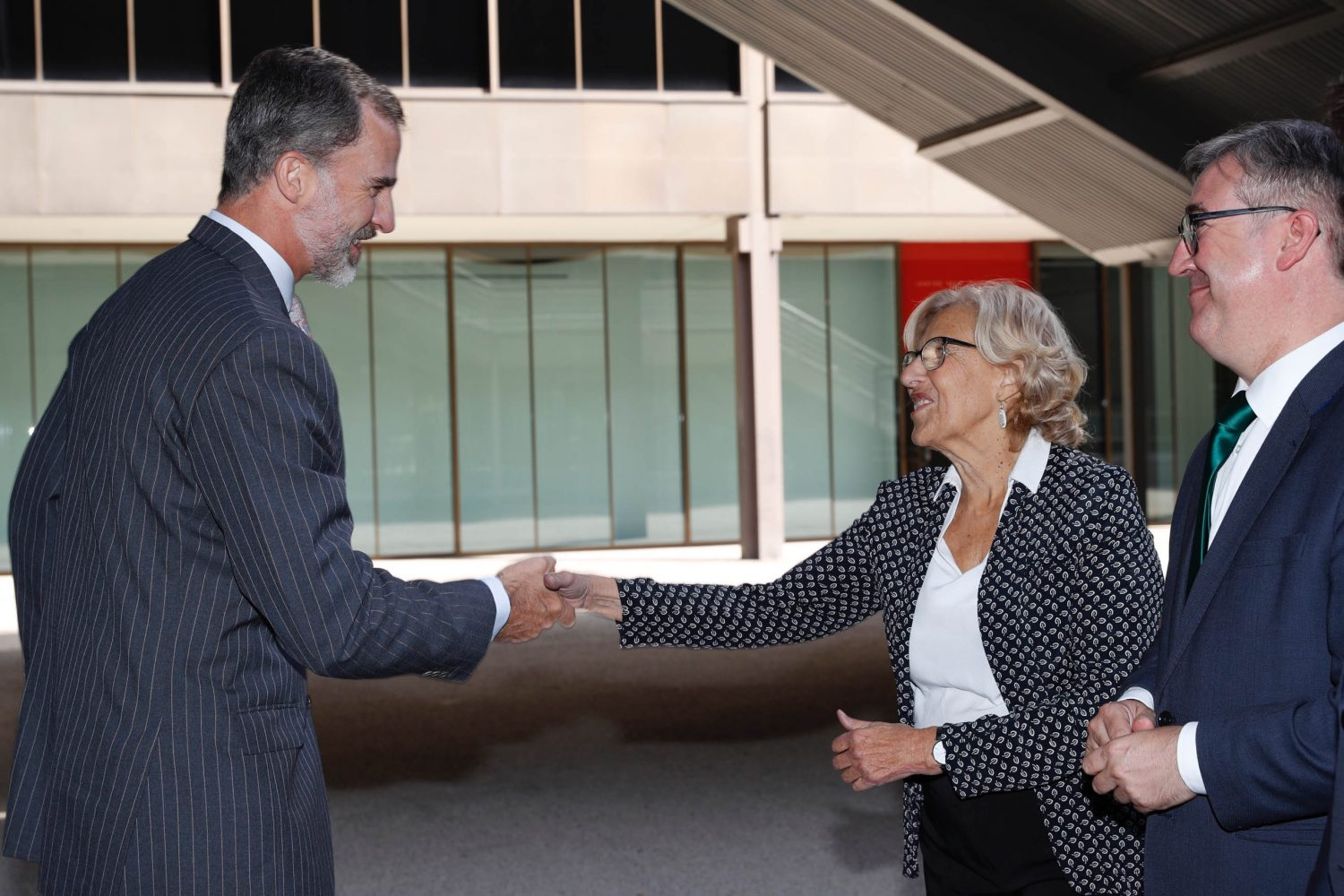
La alcaldesa de Madrid, Manuela Carmena, y el rey Felipe VI, en la inauguración de la exposición “Museos para el Conocimiento”, en el marco de los actos conmemorativos del 90 aniversario de la universidad.

El Centro Arte Complutense o Centro de Arte Complutense (más conocido por su forma abreviada c arte c) es una institución museística de la Universidad Complutense de Madrid (UCM) ubicada en el edificio del antiguo Museo Español de Arte Contemporáneo (MEAC) -actual Museo del Traje- en la Ciudad Universitaria de Madrid. Fue inaugurado el 26 de noviembre de 2009 con la exposición Serie 1 del artista Guillermo Llobet.

## Fines y actividades
El centro c arte c nace con un doble propósito: dotar, por un lado, a la Universidad Complutense de un espacio museístico que acoja y dé visibilidad a su patrimonio histórico-artístico y científico-técnico y convertirse, por otro lado, en "foco dinamizador de nuevas tendencias y pulsiones artísticas", aspirando a "ser un eje vertebrador de la cultura universitaria de vanguardia". Ejemplos del primer tipo de actividades fueron exposiciones como Norma y razón. De Academia a Escuela de Bellas Artes (celebrada entre 2014 y 2015), Paisajes de una Guerra. La Ciudad Universitaria de Madrid (celebrada en 2015), Arte y carne. La Anatomía a la luz de la Ilustración (celebrada en 2016) o Museos para el Conocimiento (celebrada entre 2017 y 2018, coincidiendo con el 90 aniversario del inicio de la construcción de la Ciudad Universitaria de Madrid); esta última exposición reunió fondos de naturaleza artística y científica procedentes de los distintos museos y colecciones de la Universidad Complutense. Algunos de los proyectos del segundo tipo incluyen, en cualquier caso, fondos patrimoniales de las colecciones complutenses en diálogo con la creación actual, como ocurre en la exposición La Divina Comedia. Inspiración y razón (inaugurada en 2021). El c arte c ha acogido la exposición de las obras premiadas y seleccionadas del Premio Joven de Artes Plásticas de la Universidad Complutense en todas las ediciones celebradas desde su apertura.